# أرلين فوستر
أرلين إيزابيل فوستر (بالإنجليزية: Arlene Foster) (الاسم الأخير قبل الزواج: كيلي) (17 يوليو 1970)، هي سياسية أيرلندية شمالية أصبحت الوزيرة الأولى لأيرلندا الشمالية منذ يناير عام 2020، وسابقًا منذ عام 2016 حتى عام 2017، وهي عضو المجلس الخاص للملكة المتحدة. شغلت منصب زعيمة الحزب الوحدوي الديمقراطي منذ عام 2015، وهي وعضو جمعية أيرلندا الشمالية عن فيرماناغ وجنوب تيرون منذ عام 2003.
شغلت فوستر منصب وزير البيئة في أيرلندا الشمالية منذ عام 2007 حتى عام 2008، وكانت وزيرة المشاريع والاستثمار منذ عام 2008 حتى عام 2015، ووزيرة للمالية وشؤون الموظفين منذ عام 2015 حتى عام 2016. أصبحت فوستر الوزيرة الأولى لأيرلندا الشمالية في يناير عام 2016 وشاركت نفوذها مع مارتن ماكغينيس.

## العمل في الجمعية
انتُخِبت فوستر عضوًا في حزب ألستر الوحدوي في انتخابات جمعية أيرلندا الشمالية لعام 2003.، وكانت جزءًا من «جمعية سرية يمينية داخل الحزب تُعرف باسم محاميات الأطفال»، أثناء تواجدها في الحزب. عارض أعضاء الجمعية بشدة زعيم الحزب دافيد تريمبل، وكانوا من معارضيه بعد أن دعم اتفاق بلفاست.
استقالت فوستر من الحزب في عام 2004، وانضمت إلى الحزب الوحدوي الديمقراطي مع زملائها أعضاء الجمعية جيفري دونالدسون ونورا بيير. اُختيرت كمرشحة الحزب الوحدوي الديمقراطي عن فيرماناغ وجنوب تيرون في الانتخابات العامة البريطانية لعام 2005، وحصلت حينها على 28.8% من الأصوات.
جرت مفاوضات بين الفروع المحلية للحزب الوحدوي الديمقراطي وحزب ألستر الوحدوي بهدف إيجاد مرشح نقابي متفق عليه. انتهت المفاوضات ولم يكن أي من الطرفين مستعدًا لقبول الهيمنة الانتخابية للطرف الآخر؛ وزعم حزب ألستر الوحدوي أن انشقاق فوستر عن الحزب الوحدوي الديمقراطي يخفي حقيقة القوة الانتخابية لحزب ألستر؛ وأشار الحزب الوحدوي الديمقراطي إلى التغيير في المشهد السياسي الوحدوي بعد انتخابات الجمعية في عام 2003 وانتخابات البرلمان الأوروبي لعام 2004. كان توم إليوت مرشح حزب ألستر الوحدوي. احتلت فوستر المركز الثاني في الانتخابات العامة لعام 2005 بأغلبية 14,056 صوتًا.[بحاجة لمصدر]
تولت منصب الوزير الأول لأيرلندا الشمالية في 11 يناير عام 2010، وتنحى بيتر روبنسون لفترة مخططة بلغت ستة أسابيع. عملت فوستر جنبًا إلى جنب مع نائب الوزير الأول مارتن ماكغينيس. عاد روبنسون قبل الموعد المخطط له في 3 فبراير عام 2010.

### وزيرة البيئة
منحت فوستر أثناء عملها وزيرة للبيئة في أيرلندا الشمالية موافقة مبدئية لاقتراح ممول خاص لمركز جديد لمنطقة ممر العمالقة في سبتمبر عام 2007. جُمِّدت الأموال العامة التي خُصِّصت لتطوير الممر بعد ذلك مباشرة. نتج عن الاقتراح خلاف عام حول العلاقة بين المطور الخاص سيمور سويني والحزب الوحدوي الديمقراطي؛ وكان سويني عضوًا فيه، وذلك على الرغم من أنه نفى إلى جانب الحزب تبرعه المالي للحزب.
أعلنت فوستر في 29 يناير عام 2008 قرارها برفض اقتراح سويني بإنشاء مركز للزوار بقيمة 21 مليون جنيه إسترليني على أرض خضراء محمية؛ فعكس ذلك موقفها السابق المتمثل في اهتمامها بالموافقة عليه. بدا من المرجح إلى حد كبير أن الخطة الممولة من القطاع العام للجسر ستتحقق بدعم من نائب زعيم الحزب الوحدوي الديمقراطي نايجل دودز، وذلك على الرغم من تجميد الأموال العامة لمخطط الممر.

## انسحاب بريطانيا من الاتحاد الأوروبي
رحبت فوستر على نطاق واسع بصفقة الانسحاب لإحراز تقدم في المحادثات، وذلك بعد خروج بريطانيا من الاتحاد الأوروبي في 8 ديسمبر عام 2017، وقالت إنها «مسرورة» لرؤية التغييرات التي تعني «عدم وجود خط أحمر أسفل البحر الأيرلندي».
تُعد قضيتا الحدود والإجهاض «خطين أحمرين» لأعضاء البرلمان الاتحادي الثمانية. صرحت تيريزا ماي أن الإجهاض مسألة تخص حكومة أيرلندا الشمالية المفوضة. نشرت أيرلندا الشمالية التغييرات القائمة على قانون الإجهاض في 25 مارس عام 2020. سمح هذا القانون بالإجهاض عند الطلب خلال الأسابيع الثانية عشر من الحمل منذ 31 مارس عام 2020.

## روابط خارجية
- أرلين فوستر على موقع مونزينجر (الألمانية)